# Gerd Wolter (Politiker)

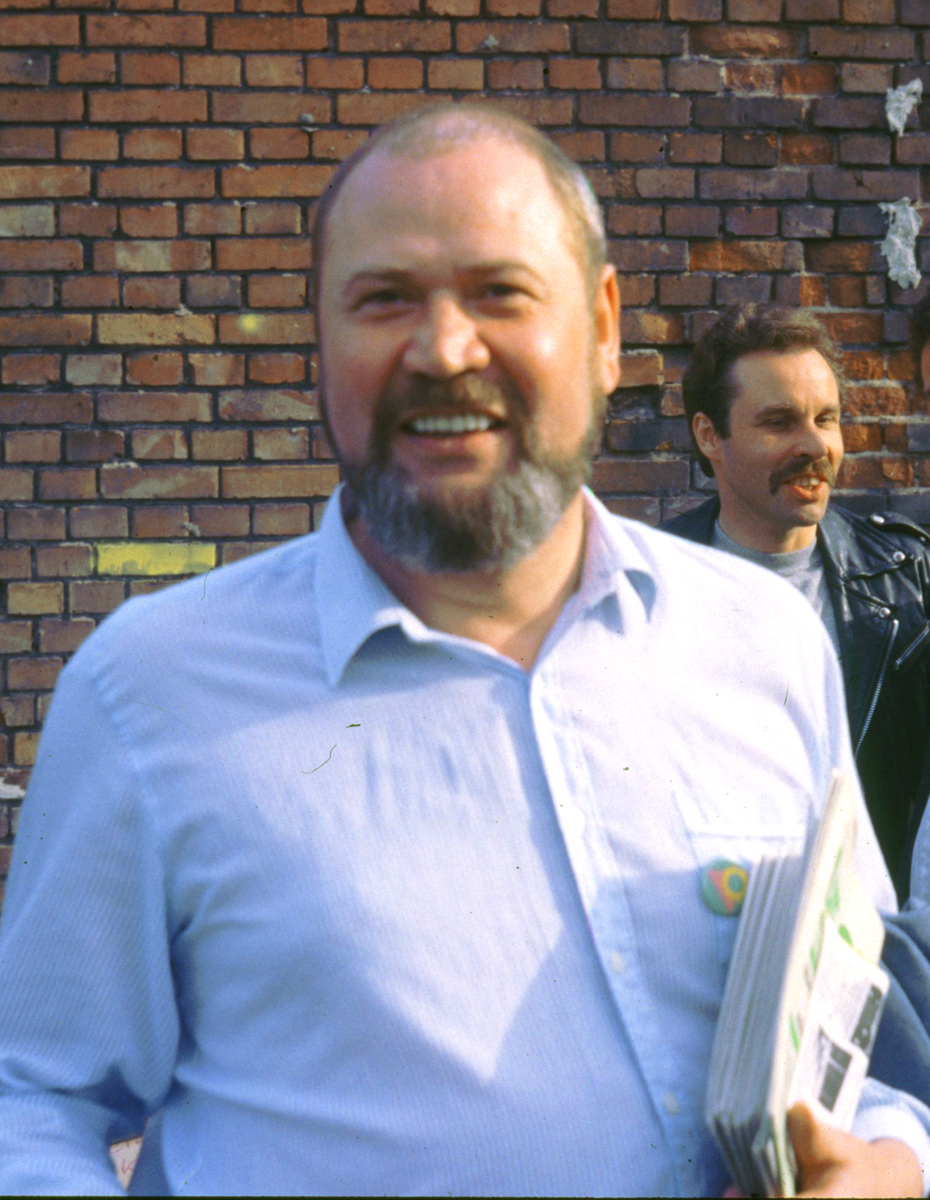
Gerd Wolter (1986)

Gerd Wolter (* 14. Februar 1942 in Braunschweig; † 9. Februar 2019 in München) war ein deutscher Schauspieler, Autor und Kommunalpolitiker (Bündnis 90/Die Grünen). Er war 1984 Deutschlands erstes offen schwul auftretendes Mitglied eines Stadtrats.

## Leben
Wolter wuchs in Frankfurt auf, lebte seit 1964 in München und gründete dort 1972 ein Kinder- und Jugendtheater. Als Autor und mit einem Pressebüro sorgte er für die Öffentlichkeitsarbeit von Schauspiel-Kollegen und Theater, zuletzt vor allem für das Theater Rechts der Isar und seinen zeitweiligen zweiten Spielort Links der Isar.
Wolter war seit 1978 aktives Mitglied der Homosexuellen Aktionsgruppe München (HAM). Von 1984 bis 1990 saß er für die Grünen im Münchener Stadtrat und war Deutschlands erster offen schwul auftretender Kommunalpolitiker in einem Stadtrat. Er war zuständig für Kultur, Schwule und Lesben und war auch Theaterbeirat der Landeshauptstadt München. 
In den Auseinandersetzungen um die Reaktionen auf Aids hatte er es mit den Ideen des Maßnahme-Katalogs der CSU zu tun, die von Internierungslagern, Tätowierung, Sauna-Schließungen etc. zuerst vor allem die schwule Szene bedrohten, bald aber (nach zahlreichen Infektionen über Blutkonserven) auch als heterosexuelle Beeinträchtigung des Lebens sichtbar wurden. Von den „seuchenpolitischen Maßnahmen“ blieb dann vor allem die Testung von Beamten-Anwärtern und Prostituierten.
Wolter setzte sich als Behinderten-Beauftragter auch für die Einführung der Niederflur-Trambahnen in München ein.
Er war 1978 Gründer und Herausgeber der alternativen Zeitschrift Fliegenpilz und ab 2003 Herausgeber des Onlineportals gayfliegenpilz.de für LGBT-Personen.
Er war 1989 Initiator und Mitbegründer der Rosa Liste in München.

## Veröffentlichungen
- (Hrsg.): Mann oh Mann: Männer-Reader – Männerbeschreibungen. editions trevs, Trier 1980.